# 二松學舍大学の人物一覧
二松學舍大学の人物一覧（にしょうがくしゃだいがくのじんぶついちらん）は、二松學舍大学に関係する人物の一覧記事。

## 学祖
- 三島中洲（元東京帝国大学教授、東宮御用掛、宮中顧問官、明治三大文宗の一人、正三位）

## 歴代舎長（学校法人二松學舍）
| 代   | 氏名       | 在職期間        | 備考                                                                                           |
| ---- | ---------- | --------------- | ---------------------------------------------------------------------------------------------- |
| 初代 | 三島廣     | 1875年 - 1890年 |                                                                                                |
| 2    | 三島復     | 1907年 - 1919年 |                                                                                                |
| 3    | 渋沢栄一   | 1919年 - 1931年 | 実業家、大蔵省官僚                                                                             |
| 4    | 金子堅太郎 | 1932年 - 1942年 | 政治家、農商相、法相、枢密顧問官、伯爵                                                         |
| 5    | 吉田茂     | 1963年 - 1967年 | 外交官、政治家、第45・48・49・50・51代内閣総理大臣、外務大臣、農林水産大臣、皇學館大学初代総長 |
| 7    | 浦野匡彦   | 1986年 - 1986年 | 元満州国官吏、日本遺族会副会長                                                                 |

## 教職員

### 文学部
- 小川晴久（文学研究科教授、中国文学）
- 牧角悦子（文学研究科教授、中国文学）
- 江藤茂博（都市文化デザイン学科教授、文芸・映像・メディア論）
- 白藤禮幸（国文学科特任教授、言語学）
- 矢羽勝幸（国文学科教授、国文学）
- 津村禮次郎（特任教授、能楽）
- 大藏吉次郎（国文学科教授、狂言）
- 多田一臣（特別招聘教授、万葉学者）
- 小山聡子（国文学科教授、日本宗教史学者）
- 松浦義弘（西洋史学者）
- 川村晃司（コメンテーター）
- 藤田直哉（文芸評論家）
- 堀本裕樹（俳人、文筆家）
- 稲田篤信（日本近世文芸の研究者）
- 中川桂（演芸研究家）

### 国際政治経済学部
- 庄司克宏（法学者）
- 渡辺和則（経済学者）
- 古賀光生（政治学者）

## 名誉教授
- 伊藤漱平（中国文学）
- 戸川芳郎（中国思想学者）
- 大谷光男（歴史学者）
- 佐古純一郎（文芸評論家）
- 萩谷朴（国文学者）
- 森本治吉（歌人、国文学者）
- 松本寧至（国文学者）
- 針原孝之（国文学者）
- 橘純一（国文学者）
- 松田存（能楽研究者）
- 今西幹一（国文学者）
- 青山忠一（国文学者）
- 雨海博洋（国文学者）

## 名誉博士
- ドナルド・キーン（日本文学者、二松學舍大学名誉文学博士、文化勲章受章、コロンビア大学名誉教授）
- 小和田恆（外交官、前国際司法裁判所判事）

## 元教職員

### 経済学系
- 太田正孝（経済学者）
- 畑農鋭矢（経済学者）
- 園田康博（元衆議院議員）
- 渡部茂己（法学者）
- 飯田鼎（経済学者）

### 社会学系
- 田辺義明（産業社会学者）
- 後藤宏行（社会学者）

### 哲学・倫理学・宗教学・芸術学系
- 堀一郎（宗教学者）
- 吉原浩人（仏教学者）
- 飯田利行（仏教学者）
- 芦名裕子（宗教学者）
- 花山信勝（仏教学者、浄土真宗本願寺派の僧侶、東京大学名誉教授）
- 堀江知彦（書家）
- 石橋犀水（書家、書道教育家）
- 飯塚友一郎（演劇研究家）

### 歴史学系
- 山本信哉（歴史学者、神道学者、東京帝国大学史料編纂所史料編纂官）
- 和田英松（歴史学者）
- 斎藤正二（思想史家、評論家、教育学者、翻訳家、創価大学名誉教授）

### 文学・言語学系
- 北村甫（東京外国語大学アジア・アフリカ言語文化研究所長・名誉教授）
- 小柳司気太（中国文学者、道教研究者）
- 内野台嶺（サッカー指導者、曹洞宗大乗寺住職）
- 吉田増蔵（漢学者）
- 伊藤潔（評論家）
- 中村俊定（俳諧研究者）
- 加藤虎之亮（中国哲学者、宮内省御用掛）
- 島津久基（国文学者、東京大学名誉教授）
- 小林好日（国語学者）
- 石川忠久（中国文学者）
- 今西幹一（国文学者）
- 剣持武彦（比較文学者）
- 鈴木日出男（国文学者、東京大学名誉教授）
- 塚原鉄雄（国文学者、大阪市立大学名誉教授）
- 風巻景次郎（国文学者）
- 藤村作（国文学者、東京大学名誉教授）
- 池田亀鑑（国文学者）
- 宇野精一（中国文学者、東京大学名誉教授）
- 加藤常賢（中国文学者、東大名誉教授）
- 吉田精一（国文学者、日本芸術院賞受賞、大妻女子大学名誉教授）
- 赤塚忠（中国文学者、東京大学名誉教授）
- 秋葉四郎（歌人、文芸評論家、随筆家、教育者、文芸博士）
- 上総英郎（文芸評論家）
- 次田香澄（国文学者）
- 中村義雄（国文学者）
- 関良一（日本近代文学研究者）
- 井上赳（国文学者、文部官僚）
- 岡一男（国文学者、早稲田大学名誉教授）
- 高澤秀次（文芸評論家）
- 小松英雄（日本語史研究者、筑波大学名誉教授）
- 冨倉徳次郎（国文学者、駒澤大学名誉教授）
- 広田栄太郎（国語学者）
- 松村誠一（国文学者、成蹊大学名誉教授）
- 相良政雄（漢学者）
- 鴻巣隼雄（国文学者、聖心女子大学、立正大学名誉教授）
- 塩田良平（国文学者、元二松學舍大学学長）
- 松尾聰（日本文学者、学習院大学名誉教授）
- 村松賢一（元NHKアナウンサー）
- 高木章（教育者、政治家、元衆議院議員、国際短期大学創設者）

### 人類学・民俗学・心理学系
- 渡辺徹（心理学者、日本大学名誉教授、パーソナリティ心理学（人格心理学）の開拓者）
- 窪徳忠（宗教民俗学者、東京大学名誉教授）

## 出身者（舎友）
二松學舍では在校生を舎生（しゃせい）、卒業生は舎友（しゃゆう）と呼ばれる。

### 政治

#### 内閣総理大臣経験者
- 犬養毅（第29代内閣総理大臣、政友会総裁、元文部大臣、元逓信大臣、元外務大臣、元内務大臣）

#### 戦前・戦後の政治家、元国会議員
- 阪谷芳郎（大蔵大臣、大蔵次官、東京市長、男爵）
- 山原健二郎（元衆議院議員、日本共産党）
- 山本悌二郎（元衆議院議員、政友会、農相）
- 村田不二三（衆議院議員、弁護士）
- 三木与吉郎（貴族院議員・衆議院議員）
- 牧野伸顕（政治家、大久保利通の次男、文相、農相、外相、内大臣）
- 中江兆民（思想家、ジャーナリスト、元衆議院議員、東洋のルソー）
- 太田耕造（亜細亜大学創始者、元文部大臣）
- 鮫島慶彦（元衆議院議員、政友会、元南薩鉄道社長）
- 白井新太郎（元衆議院議員）
- 武部其文（元衆議院議員、弁護士）
- 安西直一（元千葉県議会議長）
- 三木與吉郎（元実業家、元衆議院議員）
- 船越光之丞（元政治家、元貴族院男爵議員）
- 阿部正敬（政治家）
- 中村亨（元衆議院議員）

#### 都道府県知事
- 山縣伊三郎（公爵、三重県知事、逓信大臣、貴族院議員、枢密顧問官）
- 依田銈次郎（弁護士、元群馬県、長野県、山形県、広島県知事）
- 平岡定太郎（内務官僚、福島県知事、樺太庁長官、作家三島由紀夫の祖父）
- 本間利雄（元長野県、山梨県知事）

#### 市町村長
- 井上密（法学者、元京都市市長）
- 阿部孫左衛門（衆議院議員、元山形県東田川郡新堀村村長）

### 軍人
- 福島安正（軍人、陸軍大将、男爵）
- 浄法寺五郎（軍人、陸軍中将）
- 橘周太（軍人）
- 花田仲之助（軍人、情報将校）
- 藤井幸槌（軍人、陸軍中将）
- 松川敏胤（軍人、陸軍大将）
- 明石元二郎（軍人、陸軍大将、男爵、台湾総督）
- 堀井泰蔵（軍人、第36代中部方面総監）

### 行政
- 入江為守（皇太后宮大夫、二松義会初代会長、御歌所所長）
- 小平総治（外交官、通訳官）

### 経済
- 牛島謹爾（実業家、日本の「馬鈴薯王」）
- 井上公二（元帝国生命保険（現朝日生命保険社長）、古河鉱業創始者）
- 須永元（実業家、漢学者）
- 廣岡大介（株式会社オートウェーブ社長）
- 速水柳平（実業家）
- 田中綾華（ROSE LABO株式会社社長）

### 研究

#### 法学者・政治学者

##### 法学
- 織田萬（法学者、京都帝国大学名誉教授、関西大学学長、学校法人立命館名誉総長）
- 岡村司（法学者、弁護士）

#### 経済学者・経営学者

##### 経済学・統計学
- 田島錦治（経済学者、京都帝国大学初代経済学部長、立命館大学第3代学長）

#### 社会学者・教育学者・心理学者

##### 社会学
- 権藤成卿（農本主義思想家、制度学者）

##### 教育学
- 関根萬司　（教育者）

#### 哲学者・倫理学者・美学者・宗教学者

##### 美学・藝術学
- 北澤憲昭（美術評論家、女子美術大学大学院教授）

#### 人類学者・民俗学者

##### 民俗学
- 深澤多市（郷土史家、民俗学者）
- 伊能嘉矩（人類学者、民俗学者）
- 大谷光男（歴史学者）
- 犬飼公之（宮城学院女子大学教授）
- 松田存（能楽研究者）
- 村松志孝（郷士史家、漢詩人）
- 中道等（郷士史家、民俗学者）

#### 文学者・言語学者

##### 言語学
- 塚原鉄雄（国語学者、大阪市立大学名誉教授）

##### 日本文学
- 佐古純一郎（文芸評論家、中渋谷教会名誉牧師、二松學舍大学名誉教授）
- 剣持武彦（文学者、元清泉女子大学教授）
- 益田勝実（国文学者、法政大学教授）
- 辰巳正明（國學院大學教授）
- 貴志正造（二松學舍大学教授）
- 丁莉（北京大学教授、日中歴史共同研究委員、関根賞）
- 水原一（駒澤大学名誉教授）
- 三好行雄（東京大学教授・昭和女子大学教授）
- 雨海博洋（国文学者）
- 永淵道彦（近代日本文学研究者、筑紫女学園大学短期大学部教授）
- 田中伸（国文学者）

##### 中国文学
- 森槐南（漢学者、「随鷗詩社」主宰）
- 山田準（陽明学者、二松學舍専門学校初代校長、二松學舍名誉学長、大東文化学院名誉教授）
- 松平康国（漢学者、早稲田大学名誉教授）
- 高谷龍洲（漢学者、済美黌創始者）
- 奥野信太郎（中国文学者、随筆家）
- 児島献吉郎（元二松學舍大学学長、京城帝国大学漢文主任教授）
- 久保田鼎（元東京美術学校校長）
- 加藤定彦（立教大学教授）
- 小谷野純一（大東文化大学教授）
- 竹内実（京都大学名誉教授）
- 勝山稔（東北大学大学院教授）
- 渡部英喜 (漢文学者、盛岡大学教授)
- 名和敏光（山梨県立大学准教授）

### 教育
- 下田歌子（教育学者、実践女子学園、順心女子学園初代校長）
- 嘉悦孝（教育学者、学校法人嘉悦学園創始者）
- 大江スミ（教育学者、東京家政学院（現東京家政学院大学創始者））
- 吉田庫三（教育学者、吉田松陰の甥）
- 大久保彦三郎（尽誠学園の創始者）
- 浦野匡彦（元二松學舍大学学長）
- 安岡定子（安岡活学塾講師、漢学者安岡正篤の孫）

### 美術
- 黒田清輝（洋画家、帝国美術院院長、貴族院議員）
- 比田井天来（書道家、日本芸術院会員、現代書道の父）
- 鈴木翠軒（書道家、日本芸術院賞受賞、日本芸術院会員、文化功労者）
- 浅見筧洞（書道家、日展内閣総理大臣賞受賞、日本芸術院賞受賞、元大東文化大学教授）
- 上田桑鳩（書道家、奎星会創立）
- 長尾雨山（書道家、篆刻家、漢文学者、学習院大学教授）
- 山田正平（篆刻家）
- 田代秋鶴（書道家）
- 細田謙蔵（書道家、元二松學舍大学、大東文化大学、中央大学教授）
- 黒木欽堂（書道家、漢学者）
- 河野重陽（現代破体書道家）
- 松宮貴之（書道家、書論研究家）

### 文芸
- 夏目漱石（作家、評論家、英文学者、『吾輩は猫である』など）
- 森杏奴（随筆家、森鴎外の次女）
- 近松秋江（作家、評論家）
- 落合直文（歌人、国文学者、「あさ香社」(浅香社)主宰）
- 尾上柴舟（歌人、書道家、車前草社結成、日本芸術院会員）
- 平塚らいてう（思想家、作家、フェミニスト、女性解放運動家）
- 菅沼五十一（詩人、小説家）
- 前田夕暮（歌人）
- 加納一朗（作家、日本文芸家協会理事）
- 志賀泉（作家、第20回太宰治賞受賞）
- 橘善男（作家）
- 井上治代（ノンフィクション作家、東洋大学准教授）
- 関悦史（俳人）
- 岡部文夫（歌人、迢空賞受賞）
- 薄田泣菫（詩人、大阪毎日新聞学芸部長）
- 池井昌樹（詩人、三好達治賞受賞、芸術選奨新人賞受賞）
- 甲田学人（ライトノベル作家）
- おかざき登（ライトノベル作家）
- 耳目口司 （ライトノベル作家）
- 日暮茶坊（作家、シナリオライター）
- 竹吉優輔 (作家、第59回江戸川乱歩賞受賞)
- 渡瀬草一郎（ライトノベル作家）
- 古谷田奈月 （作家、第25回日本ファンタジーノベル大賞受賞）
- 深見真（作家、漫画原作者）
- 為我井徹（作家、漫画原作者）
- 槇弥生子（歌人）
- 大谷弘至（俳人）
- 佐々木義登（作家、国文学者）

### 漫画家
- いわしげ孝（漫画家）
- 竹田エリ（漫画家）

### 映画・映像
- 知念正真（劇作家、演出家）
- 竹内光（アニメ脚本家、演出家）
- 大和優雅 (映画監督、脚本家、演出家)
- 池谷賢志（日本テレビ系列『ZIP!』総合演出）

### 音楽
- 水木かおる（作詞家、『みちづれ』など）
- マシコタツロウ（ミュージシャン、作曲家、作詞家）
- 佐々木収（ミュージシャン、MOON CHILD ボーカル兼ギター）
- 西田遼二（ミュージシャン、タオルズ ボーカル兼ギター）
- 鈴姫みさこ（ミュージシャン、神聖かまってちゃん ドラムス）
- ちばゆか（歌手）

### 芸能
- 石田ひかり（女優）
- 清水めぐみ（女優）
- 岩渕敏司（俳優）
- チョー（声優、俳優）
- 鈴木富子（声優）
- 荒井注（コメディアン、元ザ・ドリフターズ）
- 三遊亭兼好（落語家）
- 三遊亭志う歌（落語家）
- 坪井江里子（1974年ミス・ユニバース日本代表）
- NIMO (AV女優)
- モトキ (You Tuber、フィッシャーズメンバー)
- 泊明日菜（声優）
- 類家大地（お笑いコンビGroovy Rubbish、元子役・俳優）
- 柳亭燕三（落語家）
- シークエンスはやとも（お笑い芸人）

### 評論・ジャーナリズム
- 榎本秋（文芸評論家）中退
- 荻昌弘（映画評論家）
- 小島和宏（フリーライター、編集者）
- 四宮正貴（著述家、一水会常任顧問、「四宮政治文化研究所」代表、元文学部国文学科研究室助手）
- 池辺吉太郎（ジャーナリスト）
- 莫邦富（経済ジャーナリスト、作家）

### アナウンサー
- 伊東真理（元大分放送アナウンサー）
- 秋山陽子（元高知放送アナウンサー）
- 徳本恵子（山口放送アナウンサー）
- 玉城美智子（元琉球放送アナウンサー）
- 高橋麻美（フリーアナウンサー）
- 岡田紀子（文化放送放送事業本部編成局報道スポーツセンター記者兼アナウンサー）

### スポーツ
- 嘉納治五郎（柔道家、教育者、講道館創始者、宮内省御用掛、柔道の父）
- 山下義韶（柔道家、講道館四天王の一人）
- 飯塚国三郎（柔道家）
- 喜屋武朝徳（空手家）
- 佐藤恵一（プロレスラー）
- 鈴木大（プロレスラー）
- 中尾受太郎（総合格闘家、初代 DEEPウェルター級王者）
- 西加南子（自転車競技選手）

### その他
- 横田国臣（元検事総長、大審院長）
- 植村環（伝道者、日本YMCA名誉会長、日本キリスト教会創始者）
- 野田澤彩乃（棋士）

## 二松學舍大学にゆかりのある人物
- 大正天皇
- 渋沢栄一
- 香山壽夫
- 三重野康（元特別顧問・元日本銀行総裁）
- 横溝正史（小説家、所蔵品を二松学舎大学が保管している）
- 国分三亥